# SN 2006pw
SN 2006pw – supernowa typu Ia odkryta 14 listopada 2006 roku w galaktyce A224626+0109. W momencie odkrycia miała maksymalną jasność 22,60m.